# Katarzyna Piter
Katarzyna Piter (* 16. Februar 1991 in Poznań) ist eine polnische Tennisspielerin.

## Karriere
Katarzyna Piter, die im Alter von fünf Jahren mit dem Tennissport begann, bevorzugt laut ITF-Profil Sandplätze. Auf Turnieren der ITF Women’s World Tennis Tour gewann sie bereits acht Einzel- und 26 Doppeltitel.
Am 13. Juli 2013 gewann sie an der Seite von Kristina Mladenovic ihren ersten Titel auf der WTA Tour. Die Paarung besiegte im Finale der 26. Italiacom Open in Palermo die Zwillingsschwestern Karolína und Kristýna Plíšková mit 6:1, 5:7 und [10:8].
Im März 2014 wurde sie mit Platz 96 erstmals in den Top 100 der Weltrangliste geführt. Im folgenden Monat erreichte sie im Doppel mit Platz 67 ihr bislang bestes Ranking, nachdem sie im Doppelwettbewerb der Australian Open erstmals in die zweite Runde eines Grand-Slam-Turniers eingezogen war. Gleiches gelang ihr dann auch in Roland Garros.
Für das polnische Fed-Cup-Team hat Piter seit Februar 2009 13 Partien (7 Siege) bestritten.

## Turniersiege

### Einzel
| Nr. | Datum             | Turnier    | Kategorie   | Belag             | Finalgegnerin        | Ergebnis       |
| --- | ----------------- | ---------- | ----------- | ----------------- | -------------------- | -------------- |
| 1.  | 18. August 2007   | Bielefeld  | ITF $10.000 | Sand              | Dominice Ripoll      | 3:6, 6:3, 6:4  |
| 2.  | 23. März 2008     | Ain Suchna | ITF $10.000 | Sand              | Irina-Camelia Begu   | 7:67, 6:4      |
| 3.  | 30. März 2008     | Kairo      | ITF $10.000 | Sand              | Bibiane Schoofs      | 6:1, 6:3       |
| 4.  | 16. November 2008 | Jersey     | ITF $10.000 | Hartplatz (Halle) | Stefania Boffa       | 6:2, 6:2       |
| 5.  | 21. März 2010     | Bath       | ITF $10.000 | Hartplatz (Halle) | Lenka Juricová       | 6:2, 7:66      |
| 6.  | 15. August 2010   | Koksijde   | ITF $25.000 | Sand              | Kiki Bertens         | 6:4, 6:4       |
| 7.  | 31. Mai 2015      | Grado      | ITF $25.000 | Sand              | Kristína Schmiedlová | 6:3, 6:0       |
| 8.  | 22. Januar 2017   | Orlando    | ITF $25.000 | Sand              | Sofia Kenin          | 6:74, 6:3, 6:4 |

### Doppel
| Nr. | Datum              | Turnier                   | Kategorie         | Belag             | Partnerin             | Finalgegnerinnen                            | Ergebnis          |
| --- | ------------------ | ------------------------- | ----------------- | ----------------- | --------------------- | ------------------------------------------- | ----------------- |
| 1.  | 10. Mai 2008       | Michalovce                | ITF $10.000       | Sand              | Lenka Juricová        | Romana Tabak Nikola Vajdová                 | 6:1, 6:1          |
| 2.  | 4. Oktober 2008    | Les Franqueses del Vallès | ITF $10.000       | Hartplatz         | Aleksandra Josifoska  | Bojana Borovnica Cristina Sánchez-Quintanar | 6:3, 2:6, [10:3]  |
| 3.  | 20. März 2010      | Bath                      | ITF $10.000       | Hartplatz (Halle) | Malou Ejdesgaard      | Jade Curtis Anna Fitzpatrick                | 6:3, 6:2          |
| 4.  | 18. Juni 2011      | Padua (1)                 | ITF $25.000       | Sand              | Kristina Mladenovic   | Iryna Burjatschok Réka-Luca Jani            | 6:4, 6:3          |
| 5.  | 15. Oktober 2011   | St. Cugat                 | ITF $25.000       | Sand              | Jana Čepelová         | Leticia Costas Inés Ferrer Suárez           | 6:3, 2:6, [10:6]  |
| 6.  | 21. Mai 2012       | Caserta                   | ITF $25.000       | Sand              | Romana Tabak          | Viktorija Golubic Aleksandra Krunić         | 6:2, 6:3          |
| 7.  | 30. Juni 2012      | Ystad                     | ITF $25.000       | Sand              | Magda Linette         | Oksana Kalaschnikowa Lenka Wienerová        | 6:3, 6:3          |
| 8.  | 13. September 2012 | Sofia                     | ITF $25.000       | Sand              | Barbara Sobaszkiewicz | Marina Melnikowa Raluca Olaru               | 7:5, 6:1          |
| 9.  | 22. September 2012 | Dobritsch                 | ITF $25.000       | Sand              | Barbara Sobaszkiewicz | Lisa Sabino Anne Schäfer                    | 6:2, 7:5          |
| 10. | 19. Oktober 2012   | Sevilla                   | ITF $25.000       | Sand              | Paula Kania           | Aleksandrina Najdenowa Teliana Pereira      | 5:7, 6:4, [10:6]  |
| 11. | 9. November 2012   | Équeurdreville            | ITF $25.000       | Hartplatz (Halle) | Magda Linette         | Amra Sadikovic Ana Vrljić                   | 6:4, 7:64         |
| 12. | 21. Dezember 2012  | Ankara                    | ITF $50.000       | Hartplatz (Halle) | Magda Linette         | Iryna Burjatschok Walerija Solowjowa        | 6:2, 6:2          |
| 13. | 26. April 2013     | Tunis                     | ITF $25.000       | Sand              | Aleksandra Krunić     | Réka-Luca Jani Jewgenija Paschkowa          | 6:2, 3:6, [10:7]  |
| 14. | 13. Juli 2013      | Palermo                   | WTA International | Sand              | Kristina Mladenovic   | Karolína Plíšková Kristýna Plíšková         | 6:1, 5:7, [10:8]  |
| 15. | 10. August 2013    | Izmir                     | ITF $25.000       | Hartplatz         | Aleksandra Krunić     | Kristi Boxx Abigail Guthrie                 | 6:2, 6:2          |
| 16. | 19. Februar 2016   | Perth                     | ITF $25.000       | Hartplatz         | Tammi Patterson       | Han Na-lae Jang Su-jeong                    | 4:6, 6:2, [10:3]  |
| 17. | 10. Juni 2016      | Padua (2)                 | ITF $25.000       | Sand              | Alice Matteucci       | Cristina Dinu Lina Gjorcheska               | 2:6, 7:61, [10:8] |
| 18. | 24. Juni 2016      | Rom                       | ITF $25.000       | Sand              | Claudia Giovine       | Andrea Gámiz Réka-Luca Jani                 | 6:3, 3:6, [10:7]  |
| 19. | 25. Februar 2018   | Altenkirchen              | ITF $25.000       | Teppich (Halle)   | Diāna Marcinkēviča    | Valentini Grammatikopoulou Maryna Zanevska  | kampflos          |
| 20. | 29. September 2018 | Óbidos                    | ITF $25.000       | Teppich           | Walerija Sawinych     | Mariam Bolkwadse Inês Murta                 | 6:3, 6:2          |
| 21. | 12. Oktober 2018   | Cherbourg-en-Cotentin     | ITF $25.000       | Hartplatz (Halle) | Barbora Štefková      | Alicia Barnett Eden Silva                   | 6:2, 6:1          |
| 22. | 6. April 2019      | Jackson                   | ITF W25           | Sand              | Katarzyna Kawa        | Hanna Chang Caitlin Whoriskey               | 7:5, 6:1          |
| 23. | 28. Juli 2019      | Bytom                     | ITF W25           | Sand              | Dalma Gálfi           | Maryna Tschernyschowa Darja Lodikowa        | 6:4, 6:0          |
| 24. | 15. Februar 2020   | Kairo                     | ITF W100          | Hartplatz         | Aleksandra Krunić     | Arantxa Rus Mayar Sherif                    | 6:4, 6:2          |
| 25. | 13. September 2020 | Saint-Malo                | ITF W60           | Sand              | Paula Kania-Choduń    | Magdalena Fręch Viktorija Golubic           | 6:2, 6:4          |
| 26. | 9. April 2022      | Oeiras                    | ITF W80           | Sand              | Kimberley Zimmermann  | Katharina Gerlach Natalija Stevanović       | 6:1, 6:1          |
| 27. | 23. Juli 2023      | Budapest                  | WTA 250           | Sand              | Fanny Stollár         | Jessie Aney Anna Sisková                    | 6:2, 4:6, [10:4]  |
| 28. | 16. Juni 2024      | Valencia                  | WTA Challenger    | Sand              | Fanny Stollár         | Angelica Moratelli Renata Zarazúa           | 6:1, 4:6, [10:8]  |
| 29. | 20. Juli 2024      | Budapest                  | WTA 250           | Sand              | Fanny Stollár         | Anna Danilina Irina Chromatschowa           | 6:3, 3:6, [10:3]  |
| 30. | 3. August 2024     | Gran Canaria              | ITF W100          | Sand              | Fanny Stollár         | Angelica Moratelli Sabrina Santamaria       | 6:4, 6:2          |
| 31. | 6. September 2024  | Guadalajara               | WTA Challenger    | Hartplatz         | Fanny Stollár         | Angelica Moratelli Sabrina Santamaria       | 6:4, 7:5          |
| 32. | 2. März 2025       | Mérida                    | WTA 500           | Hartplatz         | Mayar Sherif          | Anna Danilina Irina Chromatschowa           | 7:62, 7:5         |

## Abschneiden bei Grand-Slam-Turnieren

### Einzel
| Turnier         | 2013 | 2014 | 2015 | 2016 | 2017 | Karriere |
| --------------- | ---- | ---- | ---- | ---- | ---- | -------- |
| Australian Open | —    | 1    | Q3   | —    | —    | 1        |
| French Open     | —    | 1    | —    | —    | —    | 1        |
| Wimbledon       | —    | 1    | —    | —    | —    | 1        |
| US Open         | Q2   | 1    | Q2   | —    | Q1   | 1        |

Zeichenerklärung: S = Turniersieg; F, HF, VF, AF = Einzug ins Finale / Halbfinale / Viertelfinale / Achtelfinale; 1, 2, 3 = Ausscheiden in der 1. / 2. / 3. Hauptrunde; Q1, Q2, Q3 = Ausscheiden in der 1. / 2. / 3. Qualifikationsrunde; nicht ausgetragen

### Doppel
| Turnier         | 2014 | 2015 | 2016 | 2017 | 2018 | 2019 | 2020 | 2021 | 2022 | 2023 | 2024 | 2025 | Karriere |
| --------------- | ---- | ---- | ---- | ---- | ---- | ---- | ---- | ---- | ---- | ---- | ---- | ---- | -------- |
| Australian Open | 2    | 1    | —    | —    | —    | —    | —    | —    | 1    | —    | 1    | 1    | 2        |
| French Open     | 2    | —    | —    | —    | —    | —    | —    | —    | 1    | 2    | 1    | 1    | 2        |
| Wimbledon       | 1    | —    | —    | —    | —    | —    |      | —    | 1    | 1    | 1    | 1    | 1        |
| US Open         | 2    | —    | —    | —    | —    | —    | —    | —    | 1    | 1    | 1    |      | 2        |